# Kinku maicu
Espèce
Kinku maicu est une espèce d'araignées aranéomorphes de la famille des Telemidae.

## Distribution
Cette espèce est endémique de la province de Zamora-Chinchipe en Équateur,. Elle se rencontre vers Nangaritza.

## Description
Le mâle holotype mesure 0,82 mm et la femelle paratype 0,76 mm.

## Systématique et taxinomie
Cette espèce a été décrite par Dupérré et Tapia en 2025.

## Étymologie
Son nom d'espèce lui a été donné en référence au lieu de sa découverte, la réserve Maicu.

## Publication originale
- Dupérré & Tapia, 2025 : « "Out of the blue", a new species of the monotypic genus Kinku Simon, 1889 (Araneae, Telemidae) from Ecuador. » Zootaxa, no 5636(3), p. 566-576.